# Grande Aral
Pour les articles homonymes, voir Aral.
La Grande Aral est un lac d'eau salée d'Asie centrale. 

## Géographie
C'est le reste de la moitié sud de l'ancienne mer d'Aral qui s'est en grande partie asséchée car les eaux des deux fleuves qui l'alimentaient, le Syr-Daria et l'Amou-Daria ne l'atteignent pratiquement plus à cause du développement de l'irrigation pour l'agriculture. Elle s'est formée en 1986 lorsque le niveau de la mer d'Aral avait tellement baissé que l'agrandissement de la péninsule de Kokaral a mené à la séparation de la Petite mer d'Aral au nord qui reçoit encore les eaux du Syr-Daria et de la Grande Aral au sud, qui ne reçoit des eaux de surface que lorsque les crues dues à la fonte des neiges sont particulièrement importantes. Depuis 2005, la construction de la digue de Kokaral a renforcé la séparation entre les deux Aral et l'assèchement de la Grande Aral.
La grande Aral est formée par deux bassins principaux entourant l'ancienne ile de la renaissance. Le bassin occidental est le plus profond et est alimenté par des eaux souterraines à raison de 2 km3 par an ce qui lui permet de stabiliser sa taille à 2700 – 3 500 km2. Un étroit canal le relie au bassin oriental dont le fond est beaucoup plus plat et qui peut être complètement asséché comme cela s'est produit en 2009, laissant sa place à une étendue désertique recouverte de sel, l'Aralkum.
À partir de 2002, son retrait a également causé la création d'un petit lac, le lac de Barsakelmes, qui s'est retrouvé détaché de son extrémité nord.

## Galerie

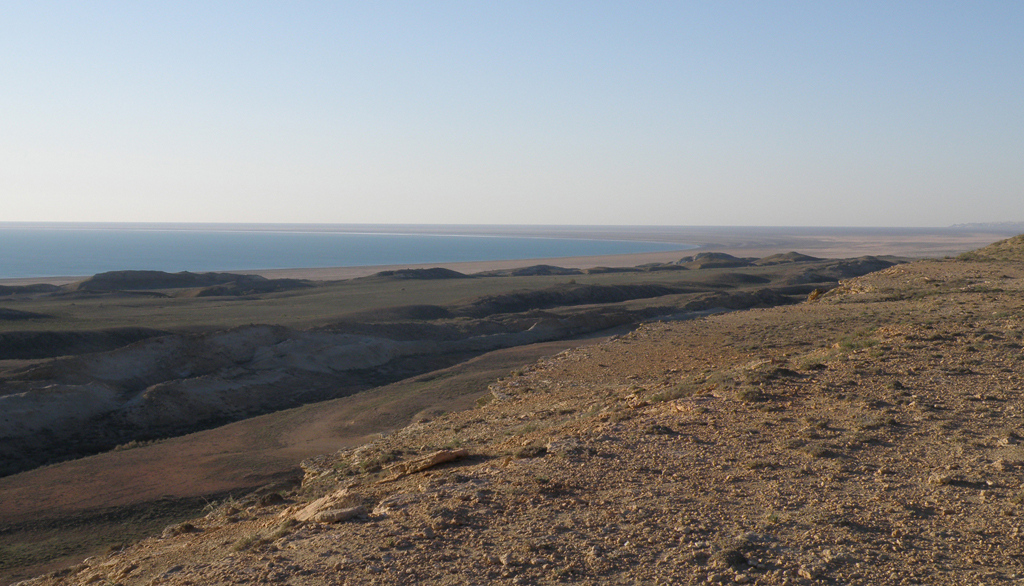
Le sud de la Grande Aral en mai 2012
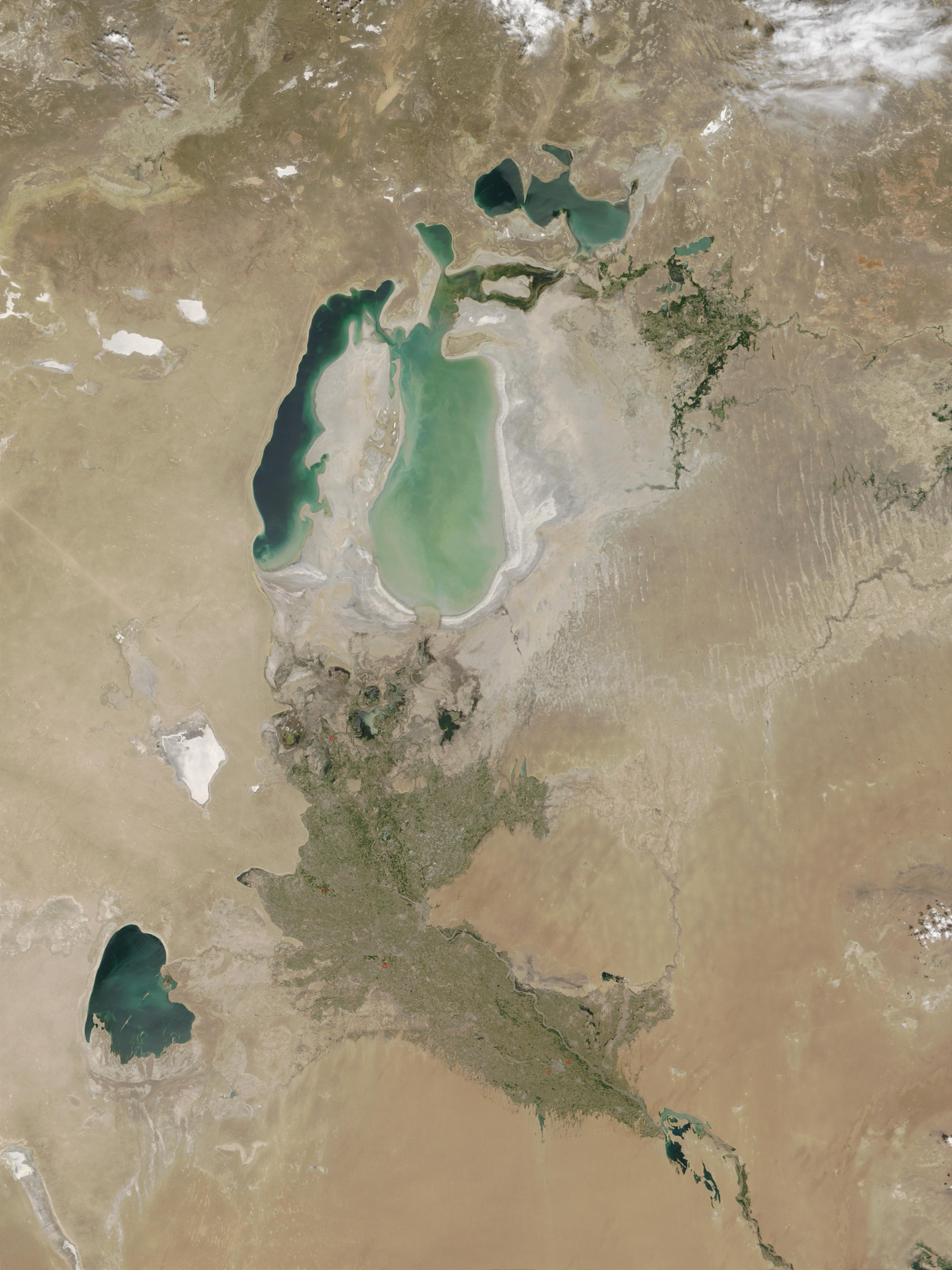
Les mers d'Aral en juillet 2002
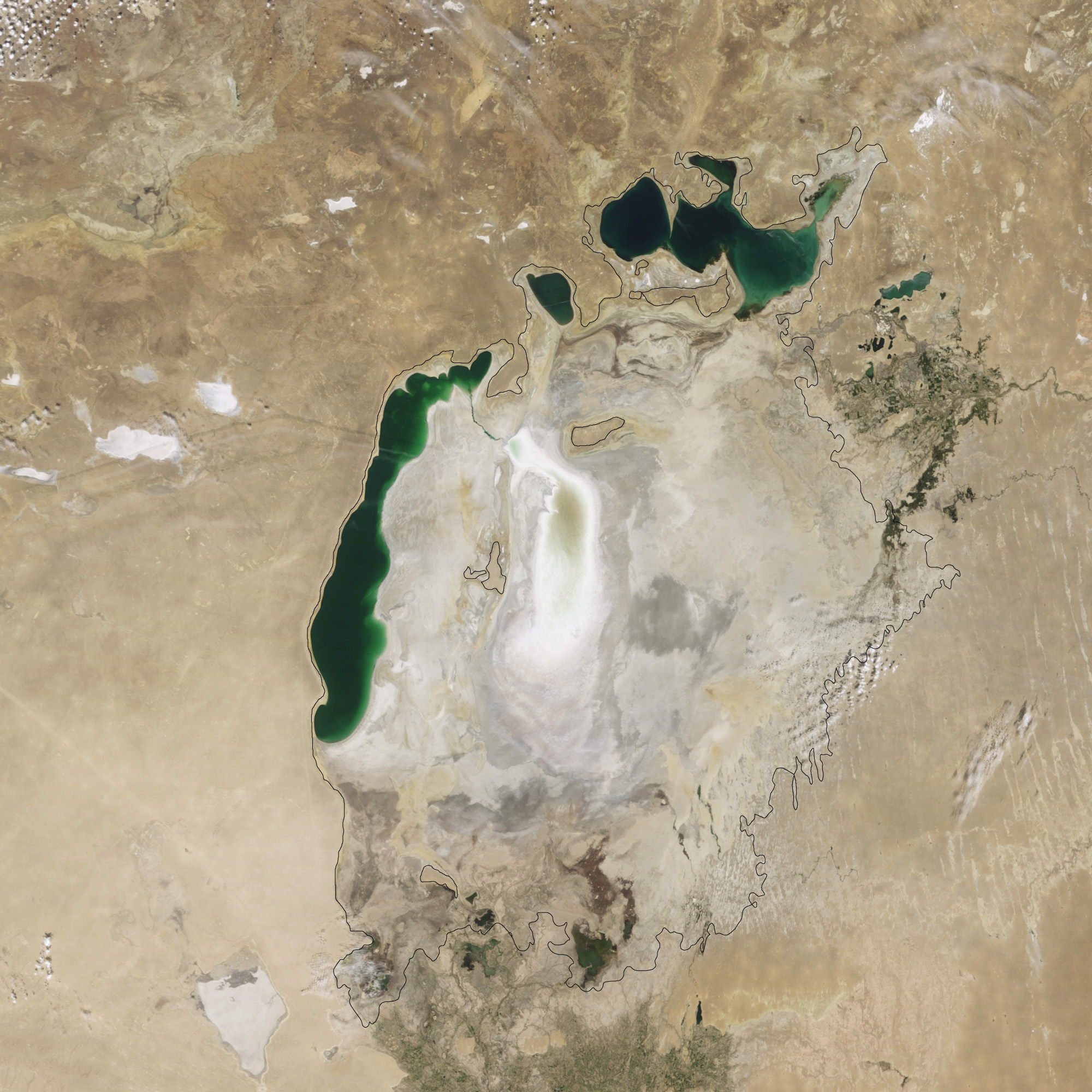
Le bassin oriental asséché en août 2009
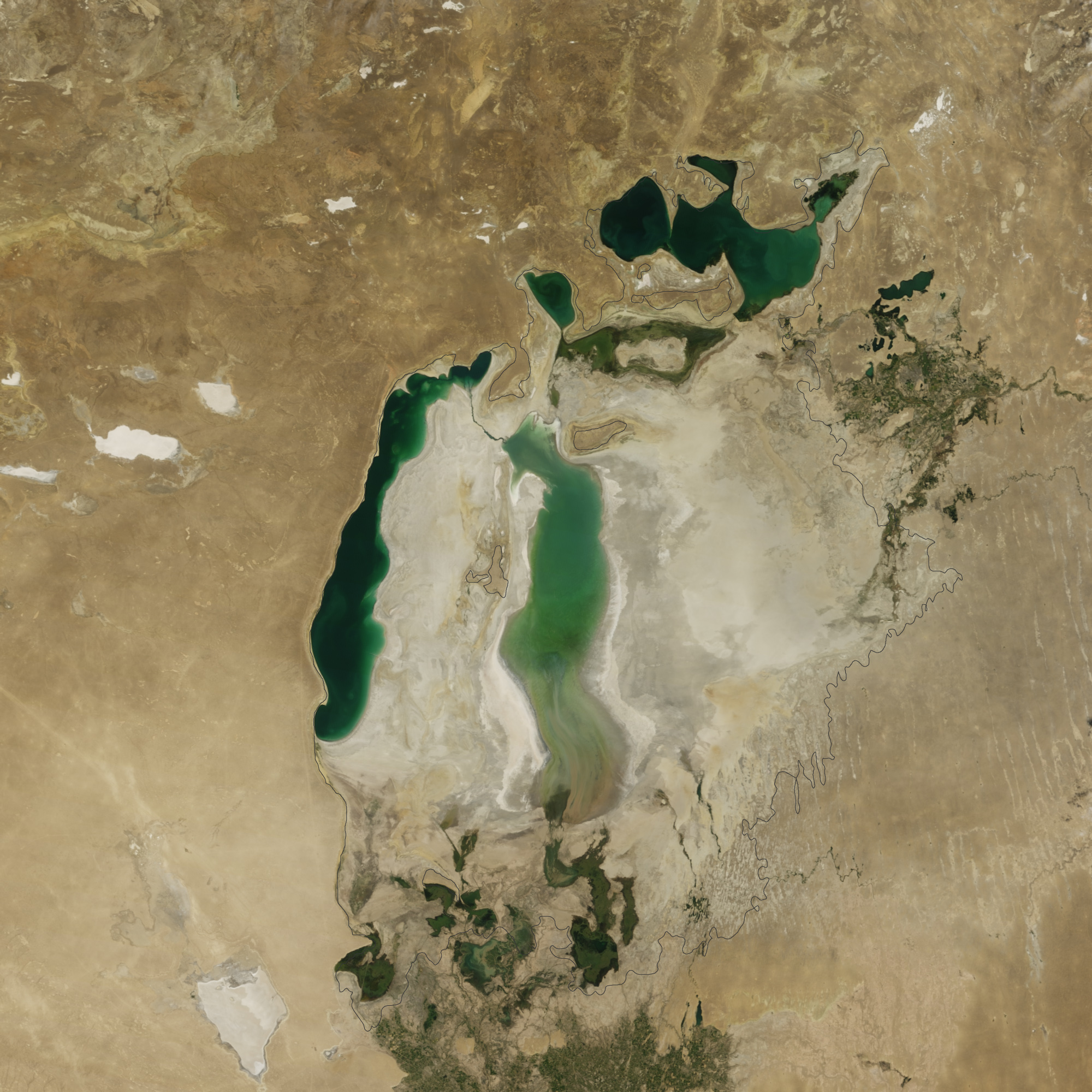
Les mers d'Aral en août 2010